# Hackamore

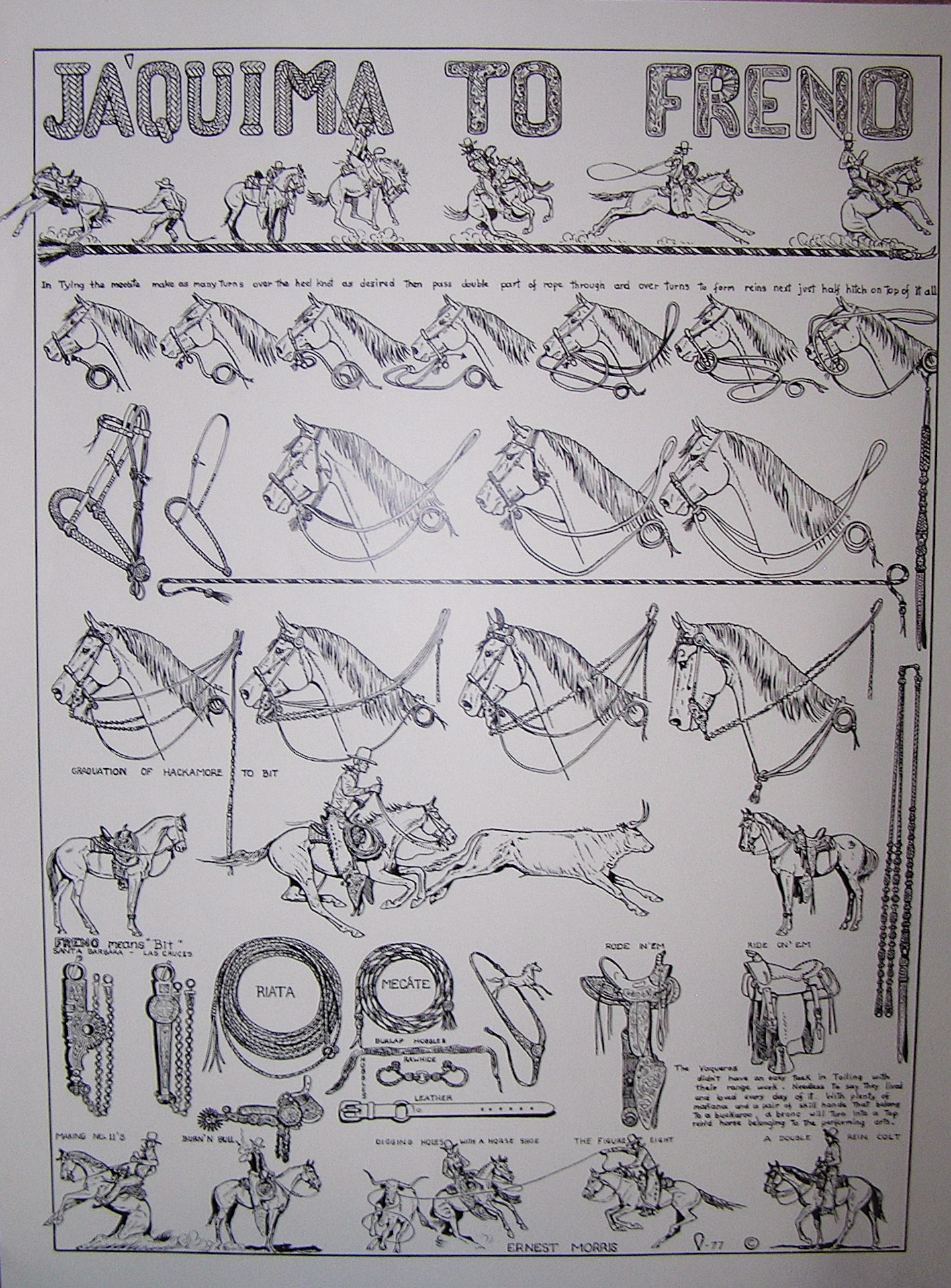
Ve střední části je ke spatření uzdění hackamore

Hackamore je nánosníkové uzdění – typ uzdění, který nepoužívá působení udidla, ale pouze nánosníku.
V Americe, odkud toto uzdění primárně pochází, tento název zastupuje všechna nánosníková uzdění jakéhokoli typu. Zejména se ale pod tímto názvem míní tzv. natural hackamore, v Česku známé jako bosal (bosal je ve skutečnosti pouze část tohoto uzdění, byť hlavní, a to právě speciální nánosník).
V Česku se pod názvem hackamore naopak rozumí tzv. mechanické hackamore. Jedná se o uzdění, u kterého jsou k nánosníku připojeny páky. Díky tomu je působení přesnější a již malý pohyb otěží v rámci milimetru dává koni jemný signál.